# Метилстаннан
Метилстаннан — оловоорганическое соединение,
метилпроизводное станнана
с формулой SnH3CH3,
бесцветный газ,
реагирует с водой.

## Получение
- Обработка натрийтригидрида олова в жидком аммиаке иодистым метилом:

{\displaystyle {\mathsf {2SnH_{4}+2Na\ {\xrightarrow {}}\ 2H_{3}SnNa+H_{2}\uparrow }}}
{\displaystyle {\mathsf {H_{3}SnNa+CH_{3}I\ {\xrightarrow {}}\ SnH_{3}CH_{3}+NaI}}}

## Физические свойства
Метилстаннан образует бесцветный газ, медленно разлагается при комнатной температуре.
Растворяется в органических растворителях.
Реагирует с водой.